# Família Ciducano
Ciducano (em persa médio: Kadugān; em parta: Kadugān; em grego clássico: Κιδουκαν; romaniz.: Kidoukan) foi uma família nobre Império Sassânida. Não fazia parte daquilo que a tradição chamou de sete clãs partas, as famílias mais respeitadas na Pérsia nesse momento, e sua existência é atestada apenas na inscrição trilíngue Feitos do Divino Sapor. Segundo a inscrição os Ciducanos acolheram o príncipe Sasano e educaram-o segundo prática iraniana estabelecida. Embora nada mais se saiba sobre os Ciducanos, o fato de ter recebido e educado um príncipe da dinastia sassânida indica que ao menos foi considerada digna de cumprir essa tarefa.